# 第267步兵師 (德國國防軍)
第267步兵師（德語：267. Infanterie-Division）是納粹德國國防軍陸軍的一個步兵師。該師於1939年8月組建。
該師組建後，首次作戰為參與1940年的入侵法國行動。1941年6月，該師參與巴巴羅薩行動，此後一直在東線作戰。
1944年7月，在巴格拉基昂行動中，第267步兵師在明斯克被围殲，同年8月3日正式解散。該師殘餘隨後在莫吉廖夫战斗，而后撤往梅梅爾。1944年8月13日在梅梅爾撤退戰鬥中第267步兵師余部被全殲，師長奥托·德雷舍爾阵亡。

## 註腳
1. ↑  Mitcham（2007年）